# Apuseni (sit SCI)
Apuseni este o arie protejată (sit de importanță comunitară — SCI) din România, desemnată în scopul protejării biodiversității și menținerii într-o stare de conservare favorabilă a florei spontane și faunei sălbatice, precum și a habitatelor naturale de interes comunitar aflate în arealul zonei de protecție. Aceasta este întinsă pe o suprafață de 75.876,5 ha, integral pe uscat.

## Localizare
Situl se întinde pe teritoriile administrative ale județelor Alba (Albac, Arieșeni, Gârda de Sus, Horea, Scărișoara), Bihor (Budureasa, Buntești, Câmpani, Nucet, Pietroasa) și Cluj (Beliș, Călățele, Măguri-Răcătău, Mărgău, Mărișel, Râșca, Săcuieu). Centrul sitului Apuseni este situat la coordonatele 46°34′59″N 22°48′06″E / 46.583117°N 22.801736°E.

## Înființare
Situl Apuseni (ROSCI0002) a fost declarat sit de importanță comunitară în decembrie 2007 pentru a proteja mai multe specii de plante și animale. Situl include zonele naturale: Avenul din Hoanca Urzicarului, Izbucul de la Cotețul Dobreștilor, Izbucul Mătișești, Izbucul Tăuzului, Parcul Natural Apuseni, Peștera Coiba Mare, Peștera Ghețarul de la Vârtop,  Peștera Scărișoara, Peștera Vârfurașu, Izbucul Tăuzului, Avenul Borțigului, Complexul Carstic din Valea Ponorului, Fâneața Izvoarelor Crișul Pietros, Groapa de la Bârsa, Valea Galbenei, Peștera Cetatea Rădesei, Pietrele Boghii, , Poiana Florilor, Platoul Carstic Padiș, Valea Sighiștelului, Valea Galbenei, Platoul Carstic Lumea Pierdută, Peștera Ghețarul de la Focul Viu, Peștera lui Micula, Peștera Ciur Izbuc, Peștera Smeilor de la Onceasa, Săritoarea Bohodeiului, Vârful Biserica Moțului și Molhașul Mare de la Izbuc.

## Biodiversitate
Situată în ecoregiunea alpină a munților Apuseni, aria protejată conține 39 habitate naturale: Râuri alpine și vegetația herbacee de pe malurile lor, Râuri de munte și vegetația lor lemnoasă cu Myricaria germanica, Râuri de munte și vegetația lor lemnoasă cu Salix elaeagnos, Cursuri de apă din pajiștile montane cu vegetația de Ranunculion fluitantis și Callitricho-Batrachian, Pajiști uscate, Pajiști alpine și boreale, Pajiști rupicole calcaroase sau bazofile cu Alysso-Sedion albi, Pajiști boreale și alpine pe substrat silicios, Pajiști calcaroase alpine și subalpine, Pajiști panonice de stâncării (Stipo-festucetalia palentis), Pajiști uscate seminaturale și faciesuri de acoperire cu tufișuri pe substrat calcaros (situri importante pentru orhidee), Pajiști bogate în specii de Nardus, pe substraturile silicioase ale zonelor muntoase, Pajiști cu Molinia pe soluri calcaroase, turboase sau argilo-lemnoase (Molinion caeruleae), Asociații de lizieră cu ierburi înalte hidrofile de la nivelul câmpiilor până la nivel montan și alpin, Pajiști de altitudine joasă (Alopecurus pratensis, Sangiusorba officinalis), Pajiști montane, Turbării active, Turbării degradate încă capabile de o regenerare naturală, Mlaștini turboase de tranziție și turbării mișcătoare, Depresiuni pe substraturi turboase, Izvoare petrifiante cu formare de travertin (Cratoneurion), Grohotiș stâncos al etajului montan (Androsacetalia alpinae și Galeopsitalia ladani), Grohotiș calcaros și de șisturi calcaroase ale etajelor montane până la cele alpine (Thlaspietea rotundifolii), Grohotișuri medioeuropene calcaroase ale etajelor montane, Pante stâncoase calcaroase cu vegetație chasmofitică, Pante stâncoase silicioase cu vegetație chasmofitică, Grote neexploatate turistic, Păduri tip Luzulo-Fagetum, Păduri tip Asperulo-Fagetum, Păduri medioeuropene tip Cephalanthero-Fagion, Păduri medioeuropene tip Cephalanthero-Fagion, Păduri de pantă, grohotiș sau ravene cu Tilio-Acerion, Turbării împădurite, Păduri aluviale cu Alnus glutinosa și Fraxinus excelsior (Alno-Padion, Alnion nicanae, Salicion albae), Păduri relictare cu Pinus sylvestris pe substrate calcaroase, Păduri dacice de fag (Symphyto-Fagion), Păduri dacice de stejar și carpen, Păduri acidofile cu Picea din etajele alpine montane și Păduri alpine cu Larix decidua și/sau Pinus cembra.
La baza desemnării sitului se află 7 specii floristice: clopoțel de munte (Campanula serrata), papucul doamnei (Cypripedium calceolus), stânjenel de stepă (Iris aphylla subsp. hungarica), moșișoare (Liparis loeselii), liliac carpatin (Syringa josikaea), iarba-gâtului (Tozzia carpathica) și o specie rară de mușchi (Buxbaumia viridis); și 32 specii faunistice (mamifere, amfibieni, pești, nevertebrate, etc) protejate la nivel european sau aflate pe lista roșie a IUCN; astfel: urs brun (Ursus arctos), lup (Canis lupus), râs eurasiatic (Lynx lynx), vidră de râu (Lutra lutra);  liliac cârn (Barbastella barbastellus), liliac cu aripi lungi (Miniopterus schreibersii), liliac cu urechi mari (Myotis bechsteinii),  liliac cu urechi de șoarece (Myotis blythii), liliac cărămiziu (Myotis emarginatus), liliac comun (Myotis myotis), liliacul cu potcoavă a lui blasius (Rhinolophus blasii), liliacul mediteranean cu potcoavă (Rhinolophus euryale), liliacul mare cu potcoavă (Rhinolophus ferrumequinum), liliacul mic cu potcoavă (Rhinolophus hipposideros); ivorașul-cu-burta-galbenă (Bombina variegata), tritonul cu creastă (Triturus cristatus), tritonul comun transilvănean (Triturus vulgaris ampelensis); moioagă (Barbus petenyi), zglăvoacă (Cotus gobio), chișcar (Eudontomyzon danfordi), porcușor de vad (Romanogobio uranoscopus); racul de ponoare (Austropotamobius torrentium), melcul cerenat bănățean (Chilostoma banaticum), albilița portocalie (Colias myrmidone), fluturele de noapte (Eriogaster catax), fluturele auriu (Euphydryas aurinia), fluturele marmorat al frasinului (Euphydryas maturna), fluturele vărgat (Callimorpha quadripunctaria), fluturele purpuriu (Lycaena dispar), cosaș (Isophya stysi), croitorul alpin (Rosalia alpina) și un cărăbuș din specia Carabus variolosus.